# Porsche Tennis Grand Prix 2012
Il Porsche Tennis Grand Prix 2012 è stato un torneo femminile di tennis giocato sulla terra rossa indoor. È stata la 35ª edizione del torneo che fa parte della categoria Premier nell'ambito del WTA Tour 2012. Si è giocato nella Porsche Arena di Stoccarda in Germania dal 23 al 29 aprile 2012.

## Partecipanti

### Teste di serie
| Giocatrice  | Nazionalità         | Ranking* | Testa di serie |
| ----------- | ------------------- | -------- | -------------- |
| Bielorussia | Viktoryja Azaranka  | 1        | 1              |
| Russia      | Marija Šarapova     | 2        | 2              |
| Rep. Ceca   | Petra Kvitová       | 3        | 3              |
| Polonia     | Agnieszka Radwańska | 4        | 4              |
| Australia   | Samantha Stosur     | 5        | 5              |
| Danimarca   | Caroline Wozniacki  | 6        | 6              |
| Francia     | Marion Bartoli      | 7        | 7              |
| Cina        | Li Na               | 8        | 8              |

* Ranking al 16 aprile 2012.

### Altre partecipanti
Giocatrici che hanno ricevuto una Wild card:
- Kristina Barrois
- Mona Barthel

Giocatrici passate dalle qualificazioni:

- Gréta Arn
- Iveta Benešová
- Anna Čakvetadze
- Alizé Cornet
- Akgul Amanmuradova (lucky loser)
- Kateryna Bondarenko (lucky loser)

## Campionesse

### Singolare
Marija Šarapova ha sconfitto in finale  Viktoryja Azaranka per 6-1, 6-4.
- È il venticinquesimo titolo in carriera per Maria Sharapova, il primo del 2012.

### Doppio
Iveta Benešová /  Barbora Záhlavová-Strýcová hanno sconfitto in finale  Julia Görges /  Anna-Lena Grönefeld per 6-4, 7-5.